# De la providence
De Providentia (De la providence) est un court essai écrit par Sénèque (entre 37 et 65), sous forme de dialogue, divisé en six sections. Cet essai construit une réflexion autour du problème suivant : s'il existe une Providence, comment se fait-il que les gens de bien soient sujets au malheur ? Plus précisément, Sénèque écrit : « Pourquoi, si le monde est régi par une Providence, les gens de bien éprouvent tant de maux ? ».

## Résumé
Sénèque commence par poser l'existence d'un être gardien de l'univers, qui serait à l'origine de toutes choses, même des phénomènes les plus tumultueux.
Sénèque contredit ensuite Lucilius : d'après Sénèque, les dieux sont bons avec les hommes vertueux. C'est précisément leur amour pour les hommes vertueux qui amène les dieux à éprouver ces derniers. D'ailleurs, l'homme vertueux, s'il est vraiment vertueux, triomphera de ces épreuves, et demandera même à en subir. Pour Sénèque, la souffrance est donc un honneur, car elle est une preuve de l'estime de Dieu.
Sénèque développe plusieurs analogies pour justifier que le mal subi par les hommes vertueux est en fait un bien :
- un père qui aime son fils veut le rendre meilleur et est donc sévère avec lui[8] ;
- on ampute parfois des membres et l'on brûle les plaies pour soigner le corps entier[9] ;
- à vaincre sans péril l'on triomphe sans gloire[10], car les malheurs permettent de démontrer sa vertu[11];

Ce discours est en contradiction avec celui que Sénèque tient dans De la vie heureuse, où il avance au contraire que la vertu s'exerce mieux dans l'opulence que l'indigence.